# Bysjön (Bräkne-Hoby socken, Blekinge, 623263-145490)
Bysjön är en sjö i Ronneby kommun i Blekinge och ingår i Bräkneåns huvudavrinningsområde.